# Cordoba oro
Cordoba oro – waluta Nikaragui od 1912 roku. 1 cordoba oro = 100 centavos.
W obiegu znajdują się:
- monety o nominałach 5, 10, 25 i 50 centavos oraz 1 i 5 córdob.
- banknoty o nominałach 10, 20, 50, 100, 200, 500 i 1000 córdob.

Nazwa waluty pochodzi od Francisca Hernándeza de Córdoby, hiszpańskiego konkwistadora uważanego za założyciela Nikaragui.